# Jenő Csaknády
Jenő Csaknády, né le 20 septembre 1924 en Hongrie et mort le 7 janvier 2001 à Mainaschaff, est un entraîneur hongrois de football. Durant sa carrière il est principalement actif en Allemagne et en Grèce.

## Carrière
Après l'insurrection de Budapest, il se réfugie en Allemagne via l'Autriche et Vienne. Il commence sa carrière d'entraîneur professionnel en Allemagne au SpVgg Greuther Fürth dans l'Oberliga Sud et ceci pendant deux ans à partir de 1957. Il s'occupe ensuite du 1. FC Sarrebruck qu'il amène au titre de champion de l'Oberliga Sud-Ouest en 1961. Il s'incline alors au premier tour du championnat d'Allemagne de football 1960-1961. Il quitte le club et rejoint les Stuttgarter Kickers en deuxième division. Il y est licencié quatre journées avant la fin de sa première dans ce club.
Il devient entraîneur de l'AEK Athènes FC en 1962 qu'il emmène dès sa première saison au titre de champion de Grèce 1962-1963, le troisième titre national du club athénien. En novembre 1963 il rejoint le 1. FC Nuremberg. Après l'obtention de la neuvième place dans la nouvelle Bundesliga, il entreprend un voyage d'étude dans différents clubs de football en France et Angleterre, et écrit la biographie de son compatriote footballeur Béla Guttmann. En 1965 il retourne à Nuremberg, obtenant la sixième place. La saison suivante il est licencié alors que le club lutte contre la descente.
Il revient dans le club de son plus grand succès à l'AEK Athènes, avec lequel il remporte à nouveau le championnat de Grèce en 1967-1968. Il est ensuite engagé par le PAOK Salonique puis entreprend un voyage d'étude au Brésil. Son dernier poste d'entraîneur professionnel est au Racing Club de Strasbourg. Il arrive au club, alors menacé de relégation, en février 1971 mais démissionne deux mois plus tard lorsque les joueurs refusent de participer à une mise au vert. Il retourne en Allemagne où il est pendant vingt ans professeur dans un Gymnasium à Francfort.